# Hoplosternum littorale
De Hoplosternum littorale, een van de soorten vis die wel kwikwi wordt genoemd in Suriname, is een straalvinnige vissensoort uit de familie van de pantsermeervallen (Callichthyidae). De wetenschappelijke naam van de soort werd in 1828 door John Hancock gepubliceerd.
De vis komt van nature voor in grote delen van Zuid-Amerika ten oosten van de Andes en ten noorden van Buenos Aires. De soort is geïntroduceerd in Florida en Georgia en komt daar wijdverspreid voor. Deze vis heeft diverse namen namelijk Tamuatá in Brazilië, Atipa in Frans Guyana, Hassa in Guyana, Kwi kwi (of kwie kwie) in Suriname, en Cascadu oftwel Cascadura in Trinidad en Tobago. Het mannetje is wat groter dan het wijfje en heeft vergrote borstvinnen met stekels tijdens het broedseizoen. Ze worden gebruikt in confrontaties met andere mannetjes. De vis leeft voornamelijk op de bodem en is in staat om lucht te ademen, wat de soort in staat stelt om wateren met weinig zuurstof te koloniseren. De vis eet schaaldiertjes, insectenlarven en plantaardig afval.
De vis heeft veel natuurlijke vijanden. Dat zijn in Florida vissen als Centropomus undecimalis, Micropterus salmoides en Cichla ocellaris, maar ook alligators, aalscholvers, reigers en de mens hebben de vis op het menu staan.
De vis wordt gebruikt voor kwikwi, een visgerecht uit de Surinaamse keuken.